# Barrancas
Barrancas is een gemeente in het Colombiaanse departement La Guajira. De gemeente telt 26.462 inwoners (2005). De belangrijkste economische activiteit van Barrancas is de exploitatie van steenkool uit de El Cerrejón-mijn, een van de grootste steenkoolmijnen in de wereld. Verder worden in de gemeente koffie, bananen, katoen, maïs en yuca verbouwd. Barrancas ligt op de linkeroever van de rivier de Ranchería.

## Geboren
- Luis Fernando Díaz (13 januari 1997), voetballer. Luis Díaz, afkomstig uit Barrancas, heeft niet alleen internationaal furore gemaakt als voetballer bij Liverpool, maar hij heeft ook zijn eigen lied gekregen van de Liverpool-fans. Het lied, genaamd "His name is Lucho", werd bedacht door lokale zanger Andy Hodgson en voor het eerst uitgevoerd in Taggy’s bar op 8 mei 2023. Het eerbetoon verwijst naar zijn geboorteplaats Barrancas en zijn overstap naar Liverpool vanuit Porto in januari 2022. Het lied, gezongen op de melodie van het Italiaanse protestlied Bella Ciao, heeft inmiddels een vaste plek in het repertoire van Liverpool-supporters. De tekst luidt:  His name is Lucho He came from Porto He came to score Came to score Came to score, score, score He’s Luis Diaz He’s from Barrancas Now he plays for Liverpool Na na na na na, na na na na na, na na na na, na na na, na na na na na  Dit lied benadrukt de trots van zowel de fans als zijn geboortestad Barrancas op zijn succes.